# Nida Senff
Pour les articles homonymes, voir Senff.
Dina Willemina Jacoba Senff dite Nida Senff (née le 3 avril 1920 à Rotterdam aux Pays-Bas - 27 juin 1995 à Amstelveen aux Pays-Bas) est une nageuse néerlandaise qui a gagné le 100 mètres dos aux Jeux olympiques d'été de 1936 à Berlin. Lors de la finale, elle manqua un tournant, retourna toucher au mur et réussit tout de même à gagner la course, devant sa compatriote Rie Mastenbroek. Senff gagna le championnat des Pays-Bas sur 100 mètres dos à deux reprises et fut intronisée au International Swimming Hall of Fame en 1983.